# بخش مرکزی شهرستان نیک‌شهر
بخش مرکزی شهرستان نیک‌شهر یکی شهرستان نیک‌شهر در استان سیستان و بلوچستان ایران است.

## تقسیمات کشوری
- بخش مرکزی شهرستان نیک‌شهر
  - دهستان چاهان
  - دهستان مخت
  - دهستان مهبان
  - دهستان هیچان

شهر: نیک‌شهر

## جمعیت
بنابر سرشماری مرکز آمار ایران، جمعیت بخش مرکزی شهرستان نیکشهردر سال ۱۳۸۵ برابر با ۵۲۴۱۳ نفر بوده‌است.